# Lanxess Arena
De Lanxess Arena (tot 2008: Kölnarena) is de grootste multifunctionele evenementenhal van Duitsland en staat in Köln-Deutz. De arena wordt meestal gebruikt door de Kölner Haie (IJshockey) en af en toe door VfL Gummersbach (Handbal) en RheinEnergie Köln (Basketbal), ook wordt er jaarlijks de Final Four finale van de handbal Champions League gehouden. Tevens worden er geregeld optredens gehouden. De arena is geopend in 1998 en biedt ongeveer plaats aan 20.000 toeschouwers (afhankelijk van het evenement). Daarmee is het de grootste indoorarena van Duitsland. De arena bood ook onderdak aan het WK Handbal 2007 en was hierin onder andere gastheer voor de troost- en hoofdfinale. De bouw van de arena heeft 153 miljoen euro gekost.
In 2008 werd een sponsorovereenkomst getekend met chemieconcern Lanxess. Sindsdien draagt het complex voor een periode van tien jaar de naam Lanxess Arena.